# Josef Wassermann
Josef „Sepp“ Wassermann (* 15. Mai 1967 in Garmisch-Partenkirchen) ist ein ehemaliger deutscher Eishockeyspieler. Er war als Stürmer von 1984 bis 1996 beim SC Riessersee, Mannheimer ERC, EC Hedos München, EHC 80 Nürnberg und in der deutschen Nationalmannschaft aktiv.

## Laufbahn
Wassermann begann seine Laufbahn im Nachwuchsbereich des SC Riessersee. Mit den diversen Nachwuchsteams des SCR gewann er insgesamt sechs bayerische Meistertitel und einen Vizemeistertitel. Zudem wurde er in dieser Zeit einmal deutscher Meister und zweimal deutscher Vizemeister. Insgesamt lief er in etwa 200 Spielen für die Nachwuchsmannschaften auf, in denen er 450 Tore und 200 Assists erzielte. Mehrfach war er Torschützenkönig.
1984 debütierte er für den SCR in der Eishockey-Bundesliga. In der Saison 1986/87 gelangen ihm 20 Tore, trotzdem musste die Mannschaft in die 2. Eishockey-Bundesliga absteigen und Wassermann wechselte nach einem Jahr im Eishockeyunterhaus zum Mannheimer ERC zurück in die 1. Bundesliga. Nach drei Jahren, in denen er lediglich sechs Tore erzielen konnte, wechselte er zum EC Hedos München, konnte allerdings seine Scorerwerte nicht steigern. 
1993 schloss er sich dem EHC 80 Nürnberg an, die damals noch in der zweiten Bundesliga spielten. 1994 wechselte die Profimannschaft als Nürnberg Ice Tigers in die neu gegründete DEL. Dort konnte er zunächst in der ersten DEL-Saison an seine alten Leistungen anschließen und 18 Tore erzielen. 1996 beendete er seine Profilaufbahn.
Er absolvierte 561 Bundesligaspiele, davon 450 in der 1. Bundesliga. Er erzielte dabei 109 Tore, 169 Assists und kassierte 390 Strafminuten.

### International
Wassermann nahm für die deutsche Nationalmannschaft an drei Junioren-Weltmeisterschaften, an zwei Junioren-Europameisterschaften und im Seniorenbereich an zwei internationalen Turnieren (in der Saison 1990/91) in Sankt Petersburg teil.
Mit der U20-Nationalmannschaft nahm er an der B-Junioren-Weltmeisterschaft 1987 teil und erzielte dabei fünf Tore.
Insgesamt kam er auf 42 Nachwuchsländerspiele, wobei er fünf Jahre als Kapitän fungierte und ca. 25 Länderspiele im erweiterten Erwachsenen-Nationalkader. 1995 wurde er von George Kingston, dem damaligen Nationaltrainer, noch einmal in den Nationalkader berufen.